# Adonis cretica
Adonis cretica är en ranunkelväxtart som först beskrevs av Ernst Huth, och fick sitt nu gällande namn av M. Imam, J. Chrtek och Z.Slavikova. Adonis cretica ingår i släktet adonisar, och familjen ranunkelväxter. Inga underarter finns listade i Catalogue of Life.